# Lisa Martin (Politikwissenschaftlerin)
Lisa Martin (* 17. Oktober 1961 in Milwaukee) ist eine US-amerikanische Politikwissenschaftlerin und Professorin für Internationale Beziehungen an der University of Wisconsin–Madison. Ihre Forschung konzentriert sich hauptsächlich auf die Rolle von internationalen Organisationen in der Weltpolitik. 2022/23 war sie Präsidentin der American Political Science Association (APSA). 2025 wurde Martin zum Mitglied der American Academy of Arts and Sciences gewählt.

## Werdegang
Martin machte 1983 einen Bachelor-Abschluss im Fach Biologie am California Institute of Technology in Pasadena. 1989 wurde sie im Fach Politikwissenschaft an der Harvard University zur Ph.D. promoviert. Danach war sie bis 1992 Assistant Professor am Department of Political Science der University of California, San Diego und anschließend bis 1996 Associate Professor of the Social Sciences und bis 2008  Clarence Dillon Professor of International Affairs an der Harvard University. Seit 2008 ist sie Professorin an der University of Wisconsin-Madison.

## Schriften (Auswahl)

### Monographien
- Democratic commitments. Legislatures and international cooperation. Princeton University Press, Princeton 2000, ISBN 0-691-00923-6.
- Coercive cooperation. Explaining multilateral economic sanctions.  Princeton University Press, Princeton 1992, ISBN 0-691-08624-9.

### Herausgeberschaften
- The Oxford handbook of the political economy of international trade. Oxford University Press, Oxford/New York 2015, ISBN 978-0-19-998175-5.
- Global governance. Hants und Ashgate, Burlington und Aldershot 2008, ISBN 978-0-7546-2744-9.
- International institutions in the new global economy. Edward Elgar Pub., Cheltenham/Northampton 2005, ISBN 1-84376-425-3.
- Mit Beth A. Simmons: International institutions. An International organization reader. MIT Press, Cambridge (Mass.) 2001, ISBN 0-262-63223-3.